# Crataegus sanguinea
Crataegus sanguinea là loài thực vật có hoa trong họ Hoa hồng. Loài này được Pall. mô tả khoa học đầu tiên năm 1784.

## Hình ảnh

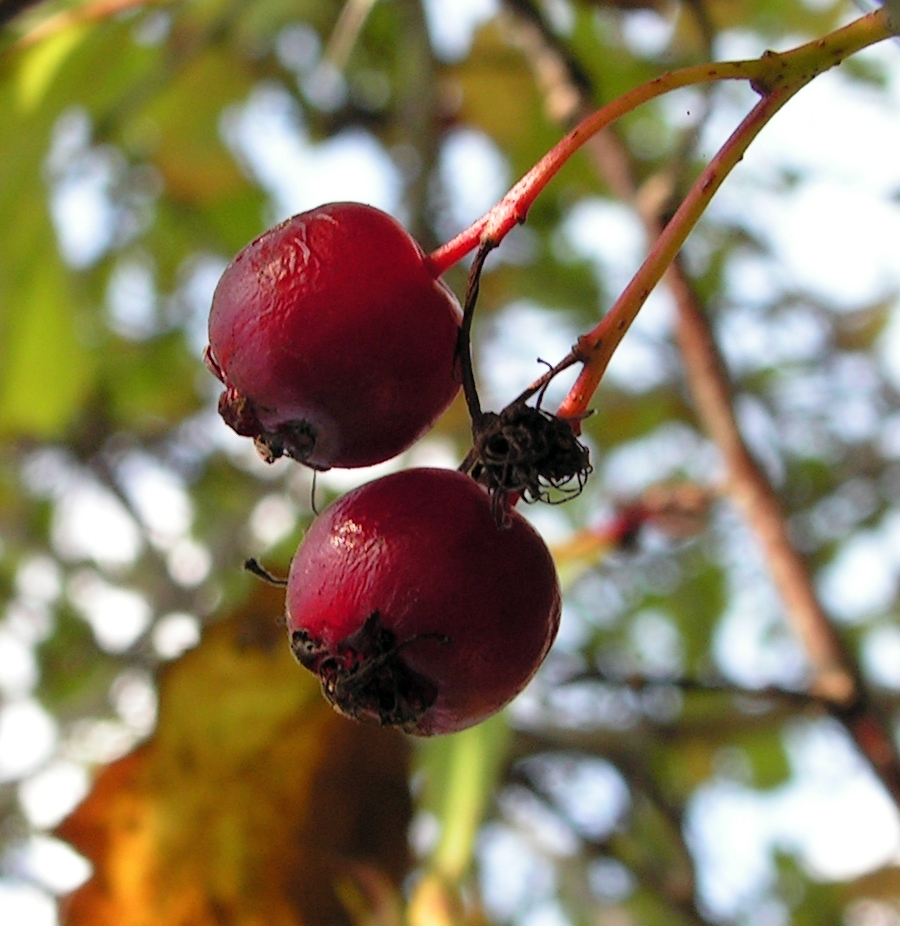